# Французский вокзал (Барселона)

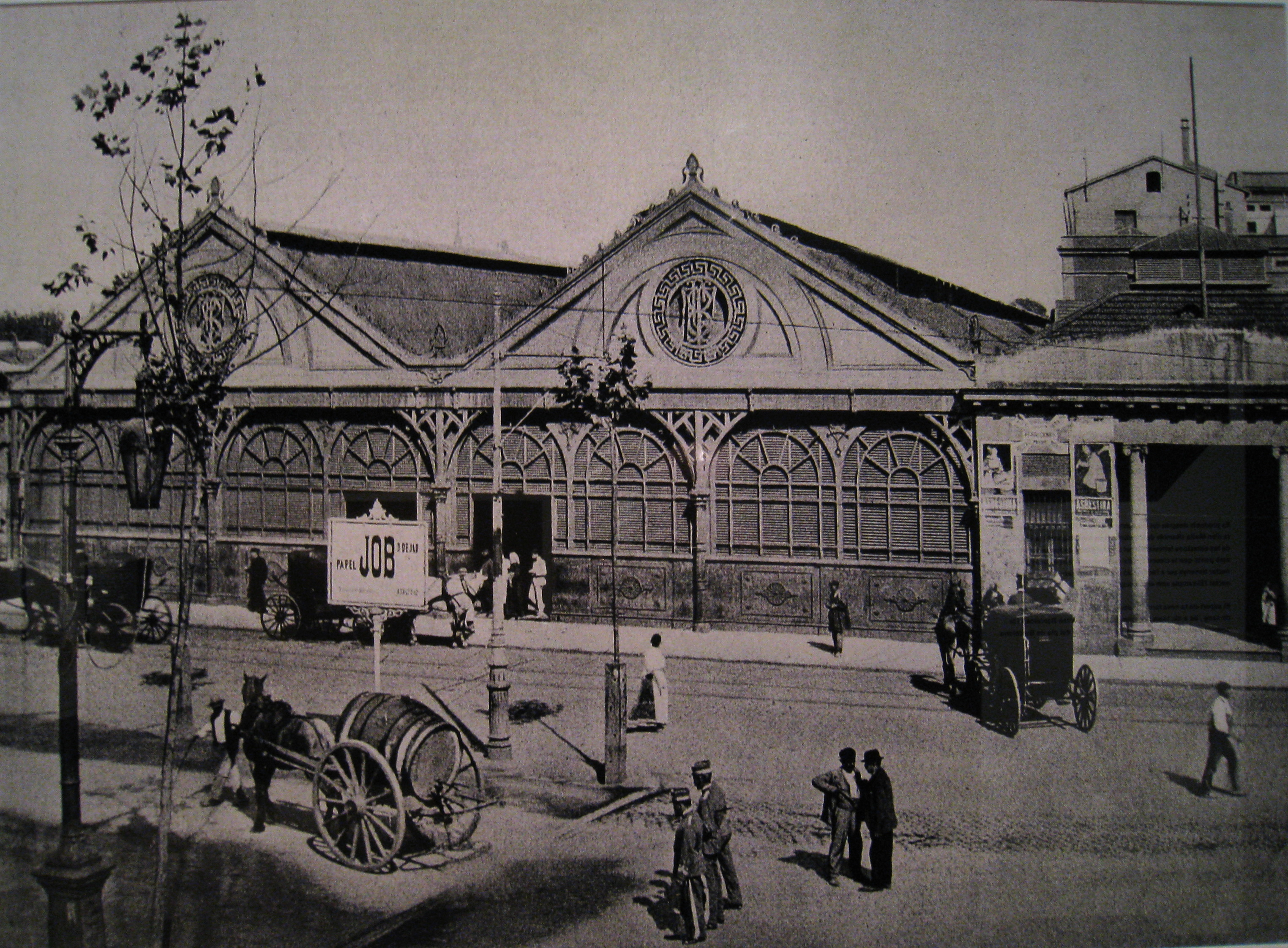
Французский вокзал в 1885 году

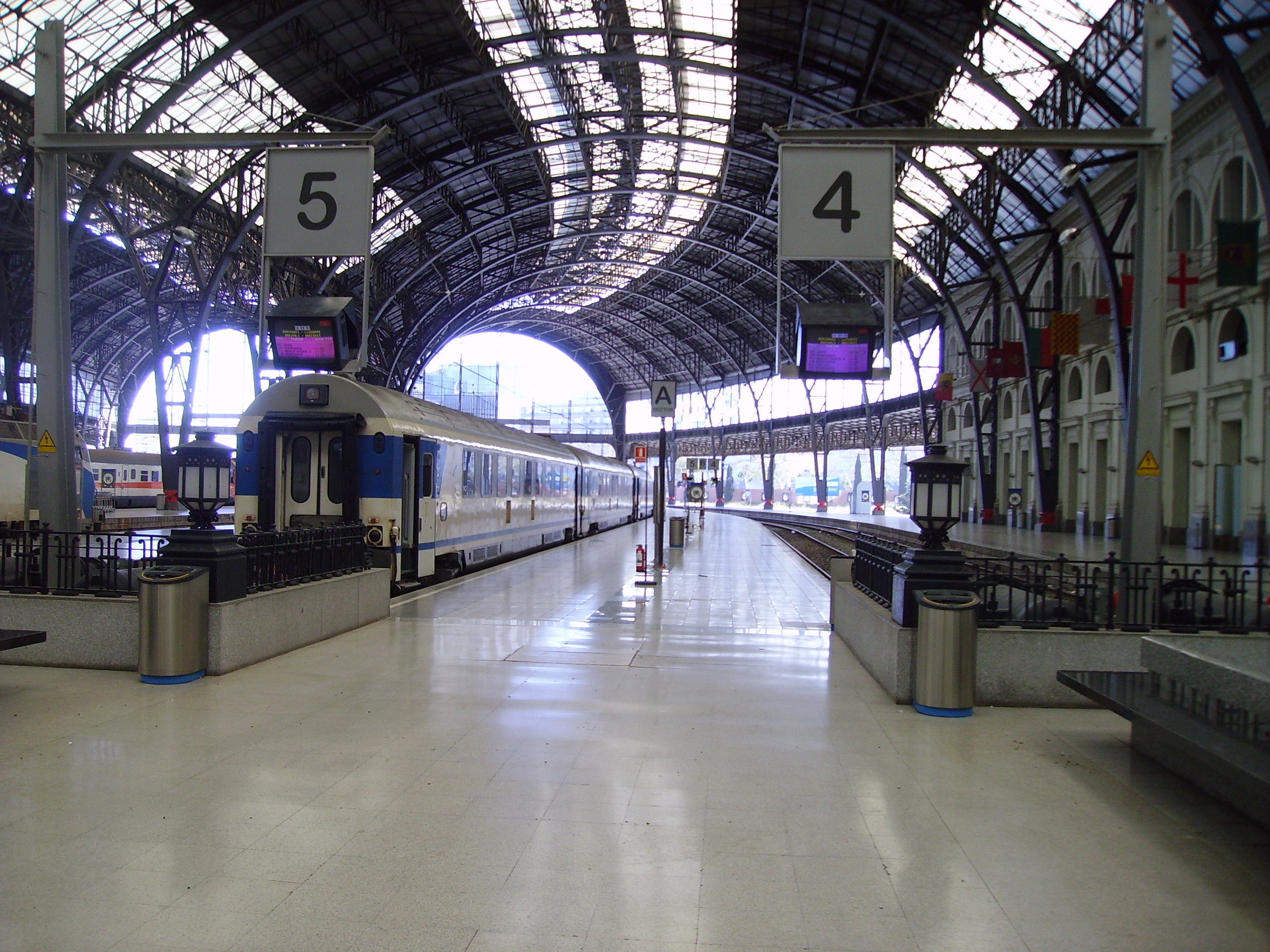
Современный вид на платформы

Французский вокзал (кат. Estació de França) — вторая по важности железнодорожная станция в Барселоне после Барселоны-Сантс по обслуживанию дальних и региональных пассажирских перевозок. С приходом высокоскоростного железнодорожного сообщения AVE на вокзал Барселона-Сантс и предстоящего строительства станции Сагрера, которая заберет на себя большую часть пассажиропотока, может потерять статус второй по значимости станции.

## История и архитектура
Железнодорожная станция была построена в XIX веке в качестве основного вокзала для поездов, прибывающих из Франции (что и определило её название), а также для обслуживания северо-востока Каталонии и побережья Коста-Брава.
Два монументальных здания, входящих в состав станции, спроектированные архитектором Педро Мугуруза, были реконструированы к всемирной выставке 1929 года и торжественно открыты королём Альфонсо XIII. Они окружают железнодорожные путей в виде буквы «U». В общей сложности высота станции 29 м, длина 195 м.
Французский вокзал считается самой красивой железнодорожной станцией в городе. В её архитектуре имеется сдержанное сочетание классического и современного стилей в комплекте с отделкой из мрамора, бронзы и хрусталя. Двенадцать путей и семь платформ, накрытые двумя остеклёнными металлическими карнизами, описывают большую дугу влево. На станции также имеется платформа с двумя путями, расположенная вне основного купола, а при выезде из вокзала, слева от тоннеля на основной линии, находится тоннель для отстоя поездов. За последние три десятилетия станция потеряла статус основного вокзала Барселоны, уступив его вокзалу Барселона-Сантс. Все железнодорожные станции Барселоны полностью или частично находятся под землёй, Французский вокзал в этом плане является единственным исключением.

## Расположение
Находится на проспекте Маркус де ла Аргентер в квартале Ла Рибера подрайона Сан-Пере, Санта-Катерина и Ла-Рибера Старого города, возле парка Сьютаделья, недалеко от Олимпийской деревни и подрайона Эль Побленоу. Менее чем в 500 метрах от вокзала находится станция метро «Барселонета» 4 линии Барселонского метрополитена

## Поезда
Перевозки в Испании разделены на три категории — местные (кат. Rodalies, исп. Cercanías), региональные (кат. Mitjana Distància, исп. Media Distancia) и дальние (кат. Llarga, исп. Largo).

### Местные
- R2/R2 sud до Виланова-и-ла-Жельтру через центр города — вокзал Сантс и станцию Песседж де Грасия.
- R2 nord (временно в 2022 году из-за работ) (в обычное время не работает на вокзале) до Барселонского аэропорта через центр города — вокзал Сантс и станцию Пасседж де Грасия.

### Региональные
- Ca1 до Валенсии, Тортосы.
- Ca3 до Реуса
- Ca4a до Лериды
- Ca6 до Сарагосы

### Дальние
- Тальго (кат. Catalán Talgo) до Монпелье, Франция;
- Тренотель (кат. Trenhotel Pau Casals) до Цюриха, Швейцария;
- Тренотель (кат. Trenhotel Salvador Dalí) до Милана, Италия
- Тренотель (кат. Trenhotel Joan Miró) до Парижа, Франция